# Arquidiócesis de Melbourne
La arquidiócesis de Melbourne (en latín: Archidioecesis Melburnensis y en inglés: Roman Catholic Archdiocese of Melbourne) es una circunscripción eclesiástica de la Iglesia católica en Australia. Se trata de una arquidiócesis latina, sede metropolitana de la provincia eclesiástica de Melbourne. Desde el 29 de junio de 2018 su arzobispo es Peter Andrew Comensoli. 

## Territorio y organización
La arquidiócesis tiene 27 194 km² y extiende su jurisdicción sobre los fieles católicos de rito latino residentes en el área de Melboune en el estado de Victoria.
La sede de la arquidiócesis se encuentra en la ciudad de Melbourne, en donde se halla la Catedral de San Patricio.
En 2023 en la arquidiócesis existían 206 parroquias.
La arquidiócesis tiene como sufragáneas a las diócesis de: Ballarat, Sale, Sandhurst y a la eparquía de los Santos Pedro y Pablo de Melbourne (ad instar).

## Historia
La diócesis de Melbourne fue erigida el 25 de junio de 1847 mediante el breve Apostolici muneris del papa Pío IX, obteniendo el territorio de la arquidiócesis de Sídney, de la que originalmente era sufragánea.
El 30 de marzo de 1874 cedió porciones de su territorio para la erección de las diócesis de Ballarat y de Sandhurst mediante el breve Universi Dominici gregis del papa Pío IX.
El 31 de marzo de 1874 la diócesis fue elevada al rango de arquidiócesis metropolitana mediante el breve Incrementa del papa Pío IX.
El 10 de mayo de 1887 cedió otra porción de su territorio para la erección de la diócesis de Sale mediante el breve Ex debito pastoralis del papa León XIII.

## Estadísticas
Según el Anuario Pontificio 2024 la arquidiócesis tenía a fines de 2023 un total de 1 353 760 fieles bautizados.
| Año                                                                             | Población            | Población | Población      | Sacerdotes | Sacerdotes    | Sacerdotes    | Bautizados por sacerdote | Diáconos permanentes | Religiosos | Religiosos | Parroquias |
| Año                                                                             | Bautizados católicos | Total     | % de católicos | Total      | Clero secular | Clero regular | Bautizados por sacerdote | Diáconos permanentes | Varones    | Mujeres    | Parroquias |
| ------------------------------------------------------------------------------- | -------------------- | --------- | -------------- | ---------- | ------------- | ------------- | ------------------------ | -------------------- | ---------- | ---------- | ---------- |
| 1950                                                                            | 303 571              | 1 130 000 | 26.9           | 432        | 225           | 207           | 702                      |                      | 647        | 1815       | 125        |
| 1966                                                                            | 530 497              | 2 354 650 | 22.5           | 747        | 387           | 360           | 710                      |                      | 851        | 9312       | 184        |
| 1968                                                                            | 633 652              | 2 295 841 | 27.6           | 753        | 400           | 353           | 841                      |                      | 795        | 2265       | 193        |
| 1980                                                                            | 793 000              | 2 823 000 | 28.1           | 751        | 418           | 333           | 1055                     |                      | 804        | 2378       | 220        |
| 1990                                                                            | 876 608              | 3 087 200 | 28.4           | 717        | 382           | 335           | 1222                     | 1                    | 745        | 1634       | 235        |
| 1999                                                                            | 995 797              | 3 365 173 | 29.6           | 635        | 341           | 294           | 1568                     |                      | 550        | 1323       | 232        |
| 2000                                                                            | 995 797              | 3 365 173 | 29.6           | 647        | 336           | 311           | 1539                     | 1                    | 594        | 1461       | 232        |
| 2001                                                                            | 995 797              | 3 365 173 | 29.6           | 611        | 331           | 280           | 1629                     | 1                    | 570        | 1418       | 232        |
| 2002                                                                            | 1 012 797            | 3 489 000 | 29.0           | 611        | 333           | 278           | 1657                     |                      | 553        | 1545       | 232        |
| 2003                                                                            | 1 029 182            | 3 518 627 | 29.2           | 582        | 324           | 258           | 1768                     |                      | 571        | 1545       | 232        |
| 2004                                                                            | 1 029 182            | 3 518 627 | 29.2           | 583        | 321           | 262           | 1765                     |                      | 429        | 1561       | 230        |
| 2010                                                                            | 1 085 000            | 3 844 000 | 28.2           | 561        | 300           | 261           | 1934                     | 1                    | 505        | 1232       | 219        |
| 2013                                                                            | 1 111 981            | 4 095 921 | 27.1           | 537        | 299           | 238           | 2070                     | 8                    | 577        | 1641       | 216        |
| 2016                                                                            | 1 167 696            | 4 440 000 | 26.3           | 491        | 303           | 188           | 2378                     | 17                   | 404        | 1641       | 216        |
| 2019                                                                            | 1 228 375            | 4 669 650 | 26.3           | 460        | 284           | 176           | 2670                     | 20                   | 366        | 694        | 208        |
| 2021                                                                            | 1 264 150            | 4 810 000 | 26.3           | 492        | 274           | 218           | 2569                     | 19                   | 340        | 583        | 208        |
| 2023                                                                            | 1 353 760            | 5 151 000 | 26.3           | 511        | 274           | 237           | 2649                     | 19                   | 493        | 657        | 206        |
| Fuente: Catholic-Hierarchy, que a su vez toma los datos del Anuario Pontificio. |                      |           |                |            |               |               |                          |                      |            |            |            |

## Episcopologio

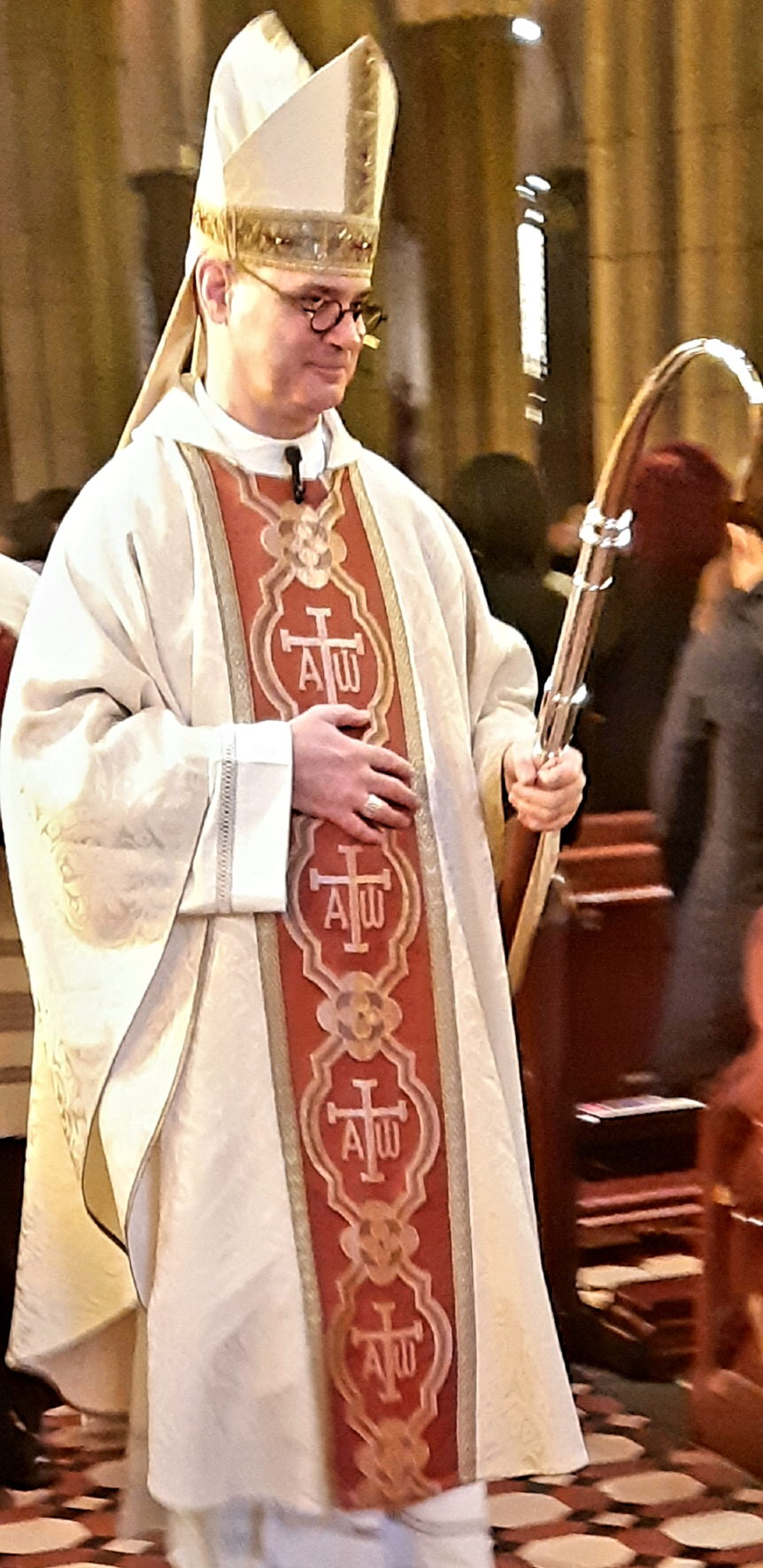
Peter Andrew Comensoli, arzobispo de Melbourne desde 2018

- James Alypius Goold, O.S.A. † (9 de julio de 1847-11 de junio de 1886 falleció)
- Thomas Joseph Carr † (16 de noviembre de 1886-6 de mayo de 1917 falleció)
- Daniel Mannix † (6 de mayo de 1917 por sucesión-6 de noviembre de 1963 falleció)
- Justin Daniel Simonds † (6 de noviembre de 1963 por sucesión-13 de abril de 1967 retirado[nota 4])
- James Robert Knox † (13 de abril de 1967-1 de julio de 1974 renunció)
- Thomas Francis Little † (1 de julio de 1974-16 de julio de 1996 renunció)
- George Pell † (16 de julio de 1996-26 de marzo de 2001 nombrado arzobispo de Sídney)
- Denis James Hart (22 de junio de 2001-29 de junio de 2018 retirado)
- Peter Andrew Comensoli, desde el 29 de junio de 2018